# Vincetoxicum liebianum
Vincetoxicum liebianum är en oleanderväxtart som först beskrevs av Ferdinand von Mueller, och fick sitt nu gällande namn av S. Liede. Vincetoxicum liebianum ingår i släktet tulkörter, och familjen oleanderväxter. Inga underarter finns listade i Catalogue of Life.